# Салазгорське сільське поселення
Салазго́рське сільське поселення (рос. Салазгорьское сельское поселение) — муніципальне утворення у складі Торбеєвського району Мордовії, Росія. Адміністративний центр — село Салазгор.

## Історія
Станом на 2002 рік існували Салазгорська сільська рада (село Салазгор) та Центральна сільська рада (присілок Саввинські Виселки, селища Світлий Путь, Центральний).
12 жовтня 2009 року Центральне сільське поселення було ліквідоване, територія приєднана до складу Салазгорського сільського поселення.

## Населення
Населення — 1119 осіб (2019, 1416 у 2010, 1662 у 2002).

## Склад
До складу поселення входять такі населені пункти:
| Населений пункт              | Населення, осіб (2002) | Населення, осіб (2010) |
| ---------------------------- | ---------------------- | ---------------------- |
| Саввинські Виселки, присілок | 110                    | 81                     |
| Салазгор, село               | 1259                   | 1105                   |
| Світлий Путь, селище         | 26                     | 20                     |
| Центральний, селище          | 267                    | 210                    |